# Ai coração
Ai coração ist ein Lied der portugiesischen Sängerin Mimicat. Mit dem Titel vertrat sie Portugal beim Eurovision Song Contest 2023 in Liverpool.

## Hintergrund
Der Song in Portugiesisch wurde von Marisa Mena und Luís Pereira geschrieben. Es handelt sich um einen Popsong mit einem treibenden Rhythmus und Folk-Elementen – Vaya Con Dios wird als Vergleich genannt – beziehungsweise Einflüssen aus dem Revuetheater, etwa Moulin Rouge. „Ai coração“ bedeutet „Oh Herz!“, demzufolge handelt es sich um ein „fröhliche(s) Liebeslied“. Jedoch überwindet die Protagonistin auch Verzweiflung und Herzschmerz. Der Titel insbesondere mit Bezügen zum Cabaret der 1940er- und 1950er-Jahre wurde ursprünglich bereits 2014 für Mimicats erstes Album For You geschrieben, aufgrund seiner Andersartigkeit nahm sie ihn jedoch damals nicht für das Album auf.
Der Song wurde am 27. Januar 2023 veröffentlicht. Mimicat gewann damit den portugiesischen Vorentscheid Festival da Canção 2023. Portugal nahm daher mit dem Titel am 67. Eurovision Song Contest teil, der vom 9. bis 13. Mai 2023 stattfand. Ai coração wurde dem ersten Halbfinale zugelost und startete dort an fünfter Stelle der 15 Teilnehmer. Er konnte sich mit 74 Punkten auf dem 9. Platz für das Finale des Contests qualifizieren und erreichte schließlich den 23. Platz mit 59 Punkten.

## Chartplatzierungen
| ChartsChartplatzierungen | Höchstplatzierung | Wochen |
| ------------------------ | ----------------- | ------ |
| Portugal (AFP)           | 24 (8 Wo.)        | 8      |